# Buddha (album)
Buddha è il terzo demo della band californiana Blink-182, allora sotto il nome di Blink. Venne pubblicato nei negozi nei primi mesi del 1994 in formato MC, e nel 1998 in formato CD con una copertina differente.
L'album fu registrato in tre notti su un registratore multitraccia a 24 piste ai Double Time Studios di San Diego, California; successivamente questo CD è stato tolto dal commercio e sostituito con Cheshire Cat.

## Canzoni
Time, Point of View e Reebok Commercial compaiono originariamente nel demo autoprodotto Flyswatter e successivamente nel Demo #2. Carousel, T.V., Strings, Fentoozler, Romeo & Rebecca, Sometimes e Toast & Bananas faranno parte dell'album Cheshire Cat. Degenerate farà parte dell'album Dude Ranch. Le rimanenti tracce non appariranno in nessun altro album.

## Tracce

### Versione originale
1. Carousel
2. T.V.
3. Strings
4. Fentoozler
5. Time
6. Romeo & Rebecca
7. 21 Days
8. Sometimes
9. Degenerate
10. Point of View
11. My Pet Sally
12. Reebok Commercial
13. Toast And Bananas
14. The Family Next Door
15. Transvestite

### Versione rimasterizzata
1. Carousel
2. T.V.
3. Strings
4. Fentoozler
5. Time
6. Romeo & Rebecca
7. 21 Days
8. Sometimes
9. Point of View
10. My Pet Sally
11. Reebok Commercial
12. Toast & Bananas
13. The Girl Next Door (cover degli Screeching Weasel)
14. Don't

## Formazione
- Tom DeLonge – chitarra, voce
- Mark Hoppus – basso, voce
- Scott Raynor – batteria, percussioni